# 住ノ江駅
住ノ江駅（すみのええき）は、大阪府大阪市住之江区西住之江一丁目にある、南海電気鉄道南海本線の駅。駅番号はNK09。住之江は誤表記。
南海本線複々線区間の末端駅となっている。車庫があり、早朝時間帯に当駅始発の難波方面の列車が2本設定されている。
1984年までは、天王寺支線の一部列車が当駅まで乗り入れていた。

## 歴史
- 1907年（明治40年）8月21日：南海鉄道の住吉駅（1917年廃止） - 堺駅間に新設。
- 1916年（大正5年）12月15日：廃止[1]。
- 1928年（昭和3年）2月5日：再開業[2]。
- 1944年（昭和19年）6月1日：会社合併により近畿日本鉄道の駅となる。
- 1947年（昭和22年）6月1日：路線譲渡により南海電気鉄道の駅となる。
- 1977年（昭和52年）4月10日：外側2線のみ高架化。
- 1980年（昭和55年）6月15日：高架化完成。
- 2012年（平成24年）4月1日 ：駅ナンバリングが導入され、使用を開始[3][4]。

## 駅構造
島式ホーム2面4線の高架駅であり、難波駅側複々線、和歌山市駅側複線の待避可能駅。ホームは3階、改札口は2階にある。1階は商業施設の「N.KLASS（エヌクラス）住ノ江」となっている。
駅の西側には住ノ江検車区があり、夜間滞泊の運用がある。車庫の関係上、上り・下りともに渡り線があり、和歌山市方には引き上げ線もある。どのホームからでもいながらにして留置線で休息している車両群を眺めることができる。便所は改札内にあり、男女別の水洗式（男子小用は無水トイレ）である。

### のりば
| のりば | 路線   | 方向 | 行先                    | 備考                   |
| ------ | ------ | ---- | ----------------------- | ---------------------- |
| 1      | 南海線 | 下り | 和歌山市・ 関西空港方面 |                        |
| 2      | 南海線 | 下り | （通常は通過列車のみ）  | （通常は通過列車のみ） |
| 3      | 南海線 | 上り | なんば方面              |                        |
| 4      | 南海線 | 上り | なんば方面              | 停車列車は一部のみ     |

- 下りの停車列車はすべて1番線に入り、2番線は速達列車の通過のみである。
- 上りの停車列車は原則として3番線に入る。しかし、配線の関係上、入出庫の回送列車が3番線で入れ替えを行うことがあるため、その間は停車列車も、通過列車用の4番線に入線する。

### 配線図
| ← 難波方面                                                                    | 住ノ江駅配線図 | → 和歌山市方面 |
| 凡例 出典:鉄道ピクトリアル 2008年8月臨時増刊「南海電気鉄道」 下は住ノ江検車区 |                |                |

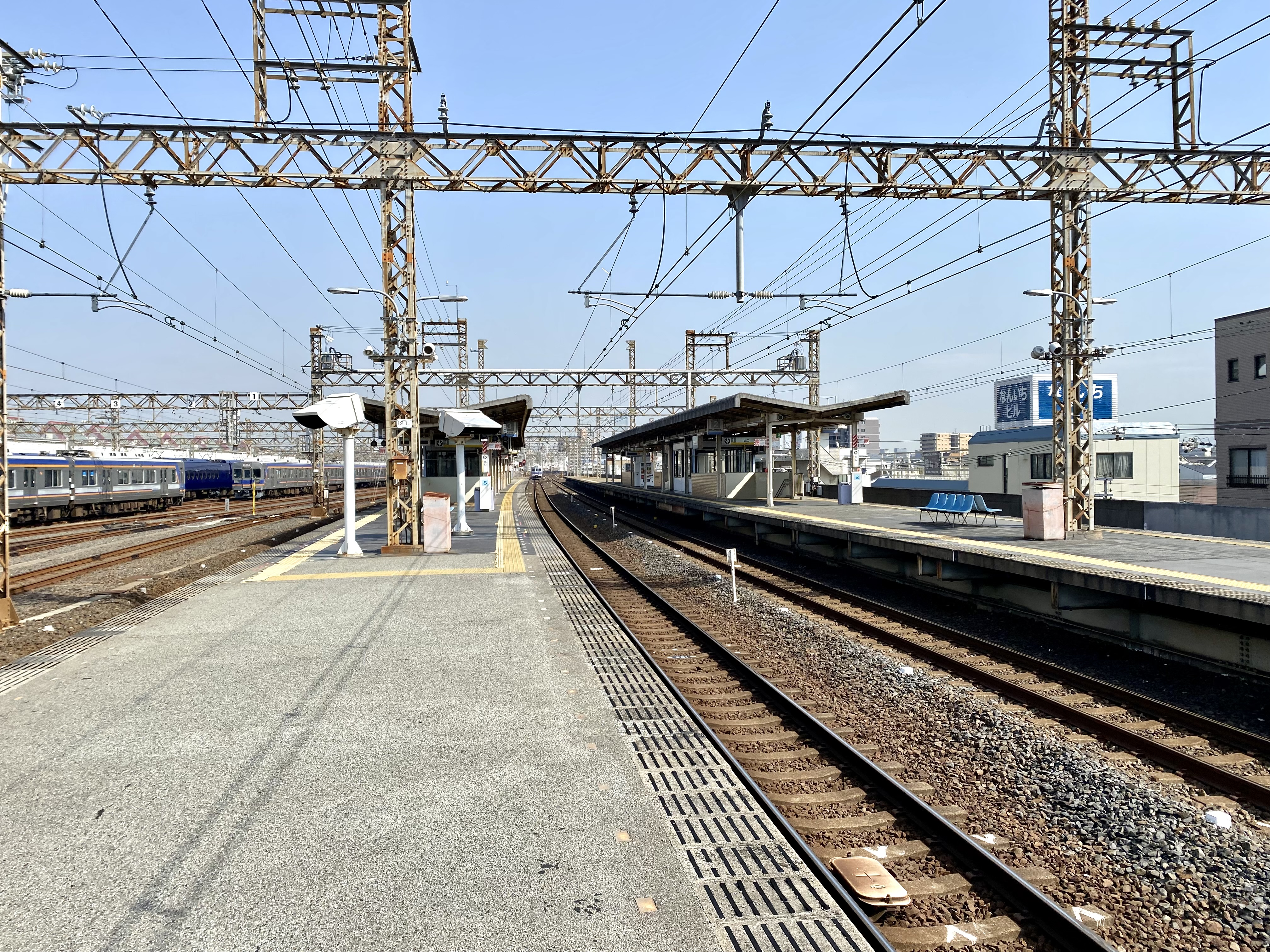
ホーム
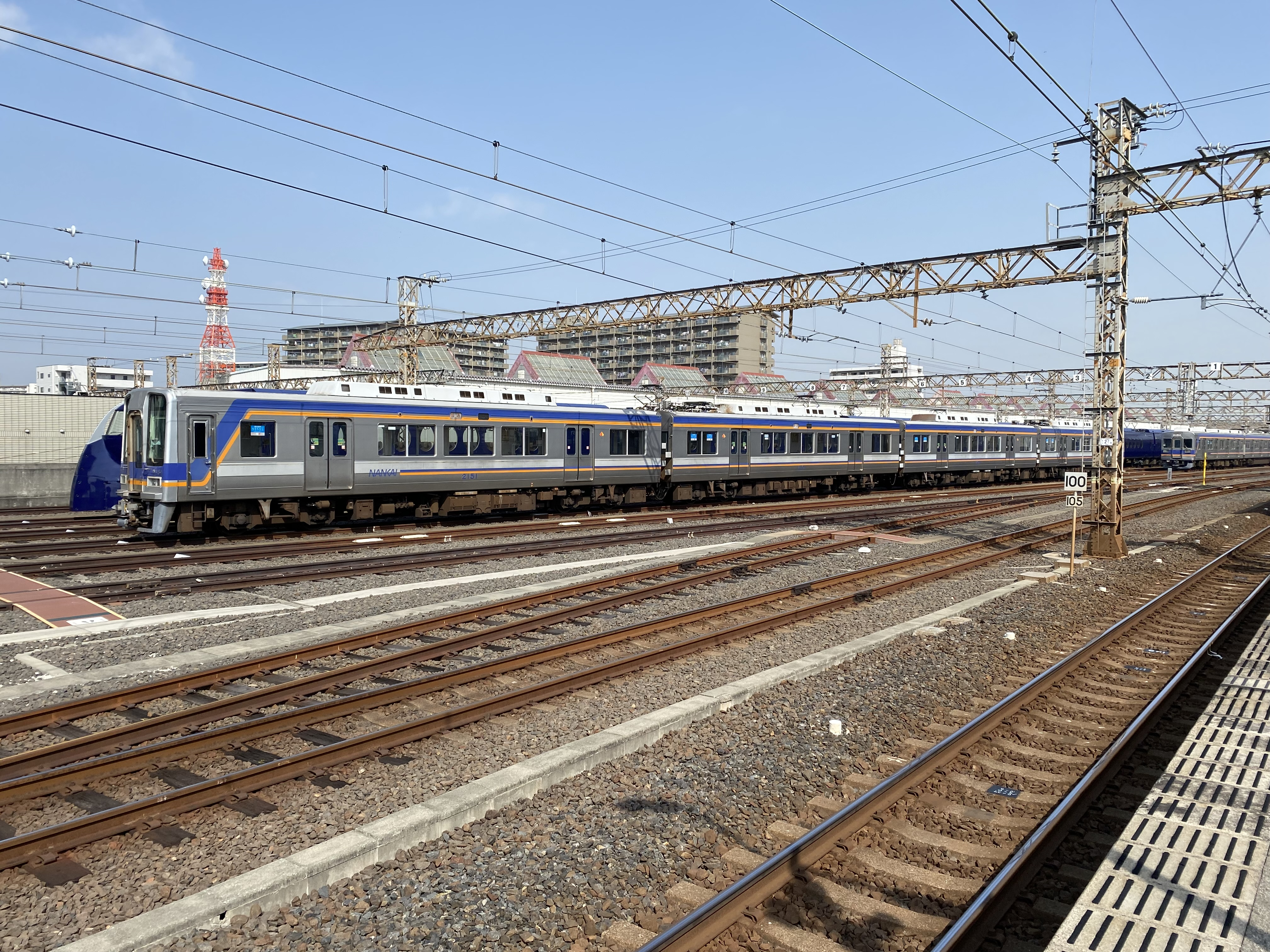
留置線
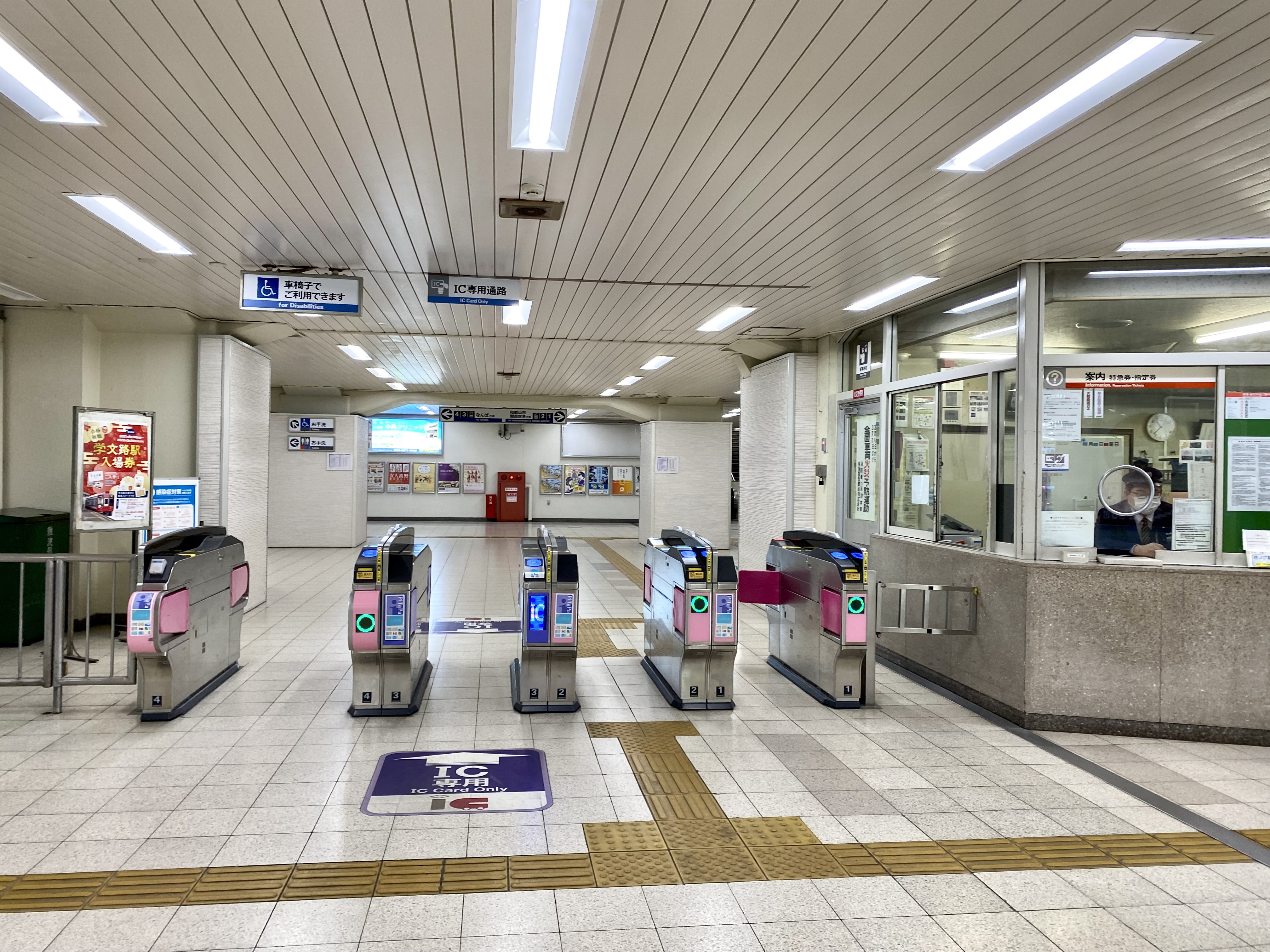
改札口

## 利用状況
2019年（令和元年）次の1日平均乗降人員は12,317人（乗車人員：6,214人、降車人員：6,103人）で、南海の駅全100駅中25位である。
近年の1日平均の乗降・乗車人員の推移は下記の通り。
| 年次   | 1日平均 乗降人員 | 1日平均 乗車人員 | 順位 | 出典   |
| ------ | ---------------- | ---------------- | ---- | ------ |
| 1990年 | 16,609           | 8,461            | -    | [ 7 ]  |
| 1991年 | 16,731           | 8,519            | -    | [ 8 ]  |
| 1992年 | 16,542           | 8,447            | -    | [ 9 ]  |
| 1993年 | 16,500           | 8,411            | -    | [ 10 ] |
| 1994年 | 16,239           | 8,262            | -    | [ 11 ] |
| 1995年 | 16,039           | 8,159            | -    | [ 12 ] |
| 1996年 | 15,603           | 7,937            | -    | [ 13 ] |
| 1997年 | 15,177           | 7,684            | -    | [ 14 ] |
| 1998年 | 14,673           | 7,403            | -    | [ 15 ] |
| 1999年 | 13,809           | 6,903            | -    | [ 16 ] |
| 2000年 | 13,570           | 6,780            | -    | [ 17 ] |
| 2001年 | 13,354           | 6,689            | -    | [ 18 ] |
| 2002年 | 13,382           | 6,695            | -    | [ 19 ] |
| 2003年 | 13,187           | 6,592            | -    | [ 20 ] |
| 2004年 | 12,826           | 6,393            | -    | [ 21 ] |
| 2005年 | 12,742           | 6,347            | -    | [ 22 ] |
| 2006年 | 12,691           | 6,302            | -    | [ 23 ] |
| 2007年 | 12,647           | 6,274            | 23位 | [ 24 ] |
| 2008年 | 12,470           | 6,198            | -    | [ 25 ] |
| 2009年 | 12,071           | 6,003            | -    | [ 26 ] |
| 2010年 | 11,834           | 5,864            | -    | [ 27 ] |
| 2011年 | 11,714           | 5,813            | 24位 | [ 28 ] |
| 2012年 | 11,862           | 5,965            |      | [ 29 ] |
| 2013年 | 12,837           | 6,951            | 23位 | [ 30 ] |
| 2014年 | 11,647           | 5,963            | 24位 | [ 31 ] |
| 2015年 | 11,574           | 5,712            | 24位 | [ 32 ] |
| 2016年 | 11,702           | 5,803            | 24位 | [ 33 ] |
| 2017年 | 12,027           | 5,982            | 24位 | [ 34 ] |
| 2018年 | 12,220           | 6,111            | 24位 | [ 35 ] |
| 2019年 | 12,317           | 6,214            | 25位 | [ 36 ] |

## 駅周辺
駅前広場のようなものはない。
駅の東側は安立（あんりゅう）という町名で、大阪市立安立小学校、住之江安立郵便局がある。阪堺電気軌道阪堺線の安立町停留場までは東へ約300m。
駅の西側は住之江・西住之江という町名になっている。
- 駅高架下
  - セントラルウェルネスクラブ住ノ江
  - ダイエー住ノ江駅前店・イオンフードスタイル
  - アルヘイム本社工場
- 大阪市立住吉商業高等学校

### バス路線
最寄停留所は当駅から西へ約200mの国道26号上にある住之江駅筋となる。以下の路線が乗り入れ、大阪シティバスにより運行されている。
- 3号系統：出戸バスターミナル行 / 地下鉄住之江公園行
- 25号系統：住吉車庫前行 / 地下鉄住之江公園行

## 隣の駅
南海電気鉄道
 南海本線
■特急サザン・■急行・■空港急行・■区間急行・■準急
通過
■普通
住吉大社駅 (NK08) - 住ノ江駅 (NK09) - 七道駅 (NK10)
- ( ) 内は駅番号を示す。